# Jeżak brzegowy
Jeżak brzegowy, jeżowiec przybrzeżny (Psammechinus miliaris) – zwierzę z gromady jeżowców występujące w północno-wschodnim Atlantyku oraz Morzu Północnym i zachodniej części Morza Bałtyckiego.
Jeżowiec o średnicy 4 cm i kolcach długości 1 cm. Posiada lekko wypukły, wapienny pancerz w kolorze zielonkawym. Kolce koloru zielonego z  fioletowymi końcówkami. Na całej powierzchni ułożone rzędami nóżki ambulakralne. Otwór gębowy ułożony w centralnej, spodniej części ciała.  Odżywia się polipami i mięczakami, sam jest pożywieniem wielu ryb. Często hodowany w akwariach.